# Shoot Many Robots
Shoot Many Robots es un videojuego desarrollado por Demiurge Studios y publicado por Ubisoft para Xbox Live Arcade, PlayStation Network y Microsoft Windows a través de Steam. Es el primer lanzamiento original del desarrollador conocido anteriormente por su trabajo de soporte en juegos como Rock Band, BioShock, Mass Effect y demás. Shoot Many Robots se lanzó en marzo de 2012 para XBLA y PSN y un mes más tarde para Steam. La versión de Xbox 360 recibió críticas diversas, una puntuación de 67 en Metacritic, mientras que otras versiones recibieron muy poca atención para dar como resultado una calificación significativa.
En 2013 se lanzó una versión portada a Android en Play Store. En 2013 se anunció una versión de iOS pero desde entonces no se han tenido noticias de ella.

## Jugabilidad
Shoot Many Robots es un juego de disparos. Los jugadores comienzan en un vehículo donde se encuentra el personaje, ahí pueden equipar a su personaje con cinco elementos: un arma que tiene munición ilimitada en el juego, un arma especial con munición limitada y sombreros, pantalones y mochilas que pueden mejorar las estadísticas de rendimiento, como el daño causado o la salud e incluso brindar habilidades especiales como ataques de deslizamiento o un jetpack. Luego se selecciona una etapa para completar, generalmente lineales, pero los jugadores pueden volver a una etapa ya completada.
Hay dos tipos de etapas. La más común requiere que los jugadores se abran paso a través de un nivel de principio a fin, generalmente con un jefe final o una gran cantidad de oleadas de robots en el último punto. A lo largo de la partida hay varios puntos de control, de modo que si el jugador muere puede reaparecer desde el último alcanzado. Otros escenarios son de supervivencia, donde los jugadores intentan resistir varias rondas de enemigos cada vez más difíciles, en estos el jugador gana con haber superado la primera oleada, pero obtendrá mejores recompensas cuantas más oleadas de bonificación complete.